# Francine Noël
Pour les articles homonymes, voir Noël (homonymie).
Francine Noël, née à Montréal en 1945, est une romancière québécoise.

## Biographie
Née à Montréal en 1945, elle effectue des études de lettres à l'université de cette ville,. Elle y obtient une licence en 1968 puis une maîtrise en 1970 avec un mémoire consacré à Charles Perrault. 
Elle devient ensuite enseignante au département de théâtre de l'université du Québec à Montréal, où elle avait étudié. Mais elle poursuit aussi sa formation par un doctorat dans une université parisienne construite en 1968 dans les bois de Vincennes, l'université de Vincennes, devenue un lieu caractérisé par une grande liberté laissée aux étudiants, et par une grande effervescence politique, avec les  mouvements politiques de gauche de l'après-mai 1968. Sa thèse de doctorat, intitulée Du sujet noyé: L'innommable de Samuel Beckett est présentée en 1972.
Elle publie un premier roman en 1983, Maryse, chronique des années 1968 à 1975 et d'une génération urbaine (de Montréalais), salué par la critique pour son humour et son réalisme, son attention aux petites choses de la vie courante,. Elle poursuit en 1987, avec un nouveau roman, Myriam première, et plusieurs personnages habitant le Plateau Mont-Royal au début des années 1980  : c'est l'époque d'une certaine désillusion. Les publications se succèdent ensuite, bien qu'espacées dans le temps : Babel prise deux ou Nous avons tous découvert l'Amérique en 1990 (journaux intimes croisés de personnages d'origine, de langue, de religion différentes), La conjuration des bâtards en 1999, J'ai l'angoisse légère en 2008. En 1985, elle publie également une pièce de théâtre intitulée Chandeleur: Cantate parlée pour cinq voix et un mort. La Femme de ma vie publiée en 2005 est un récit consacrée à sa mère,.

## Œuvre

### Romans
- Maryse (VLB, 1983)
- Chandeleur (théâtre) (VLB, 1985)
- Myriam première (VLB, 1987)
- Babel, prise deux ou Nous avons tous découvert l'Amérique (VLB, 1990)
- La Conjuration des bâtards (Leméac, 1999)
- J'ai l'angoisse légère (Leméac, 2008)

### Récit
- La Femme de ma vie (Leméac, 2005)
- Le jardin de ton enfance (Leméac, 2012)
- L’usage de mes jours (Leméac, 2020)

## Prix et distinction
- Finaliste au Prix du Gouverneur général 1983, Maryse
- Finaliste au Prix du Gouverneur général 1985, Chandeleur
- Finaliste au Prix du Gouverneur général 1987, Myriam première
- Finaliste au Prix littéraire des collégiens 2009, J'ai l'angoisse légère[3]